# Il passo dell'ubriaco
Il passo dell'ubriaco (Drunkard's Walk) è un romanzo di fantascienza di Frederik Pohl edito nel 1960. È un thriller sociologico ricco di inquietanti prospettive sul futuro dell'umanità.

## Trama
Stati Uniti, anno 2200, in un mondo abitato da 12 miliardi di esseri umani. In una grande università insegna Cornut, un professore di matematica giovane e legato alla vita, ma animato da irrazionali istinti suicidi che più volte lo hanno spinto ad azioni inconsulte; si tratta di azioni inconsapevoli e quindi provocate da qualcuno o qualcosa che lo "condiziona". Ma in che modo e perché?
Il giovane Cornut inizia una indagine che lo porterà a scoprire di non essere che l'ultimo anello di una catena di misteriosi suicidi.

## Edizioni
- Frederik Pohl, Il passo dell'ubriaco, 1ª puntata, Galaxy anno III n. 12, Casa Editrice La Tribuna, 1960.
- Frederik Pohl, Il passo dell'ubriaco, 2ª puntata, Galaxy anno IV n. 1, Casa Editrice La Tribuna, 1961.
- Frederik Pohl, Il passo dell'ubriaco, 3ª puntata, Galaxy anno IV n. 2, Casa Editrice La Tribuna, 1961.
- Frederik Pohl, Il passo dell'ubriaco, Cosmo collana di fantascienza n. 53, Editrice Nord, 1976,  p. 150.